# پاکت ضد الکتریسیته ساکن
پاکت ضد الکتریسیته ساکن (به انگلیسی: Antistatic bag)

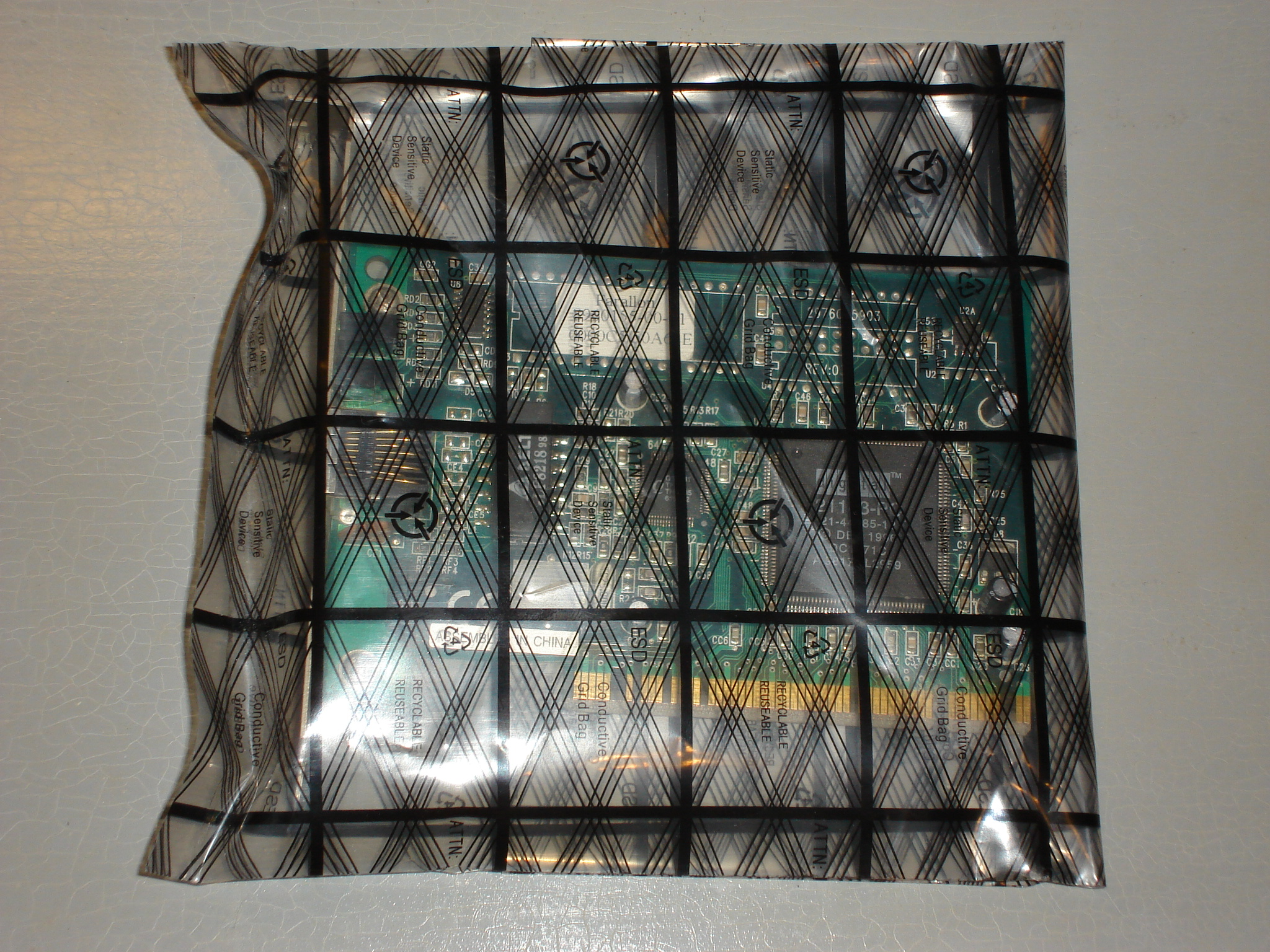
کارت شبکه داخل پاکت ضد الکتریسیته ساکن

 نوعی پاکت است که برای نگهداری قطعات الکترونیکی استفاده می شود که در معرض آسیب ناشی از تخلیه الکترواستاتیک (ESD) هستند.
این پاکت ها معمولاً از جنس پلاستیک پلی‌اتیلن ترفتالات (PET) هستند و رنگی متمایز دارند (نقره ای برای فیلم متالایز ، صورتی یا سیاه برای پلی‌اتیلن ). نوع پلی‌اتیلنی آن همچنین ممکن است به شکل پاکت یا ورقه های فومی یا حباب دار باشند. لایه های حفاظتی متعدد اغلب برای حفاظت در برابر آسیب مکانیکی و آسیب الکترواستاتیک استفاده می شوند. یک دستگاه محافظت شده را می توان در یک پاکت فیلم PET متالیزه، درون یک نایلون حباب دار پلی اتیلن صورتی قرار داد، و در نهایت در یک جعبه پلی اتیلن مشکی مقاوم با پوشش پلی فوم صورتی بسته بندی کرد. بسیار مهم است که پاکت ها فقط در ایستگاه های کاری بدون استاتیک باز شوند. 

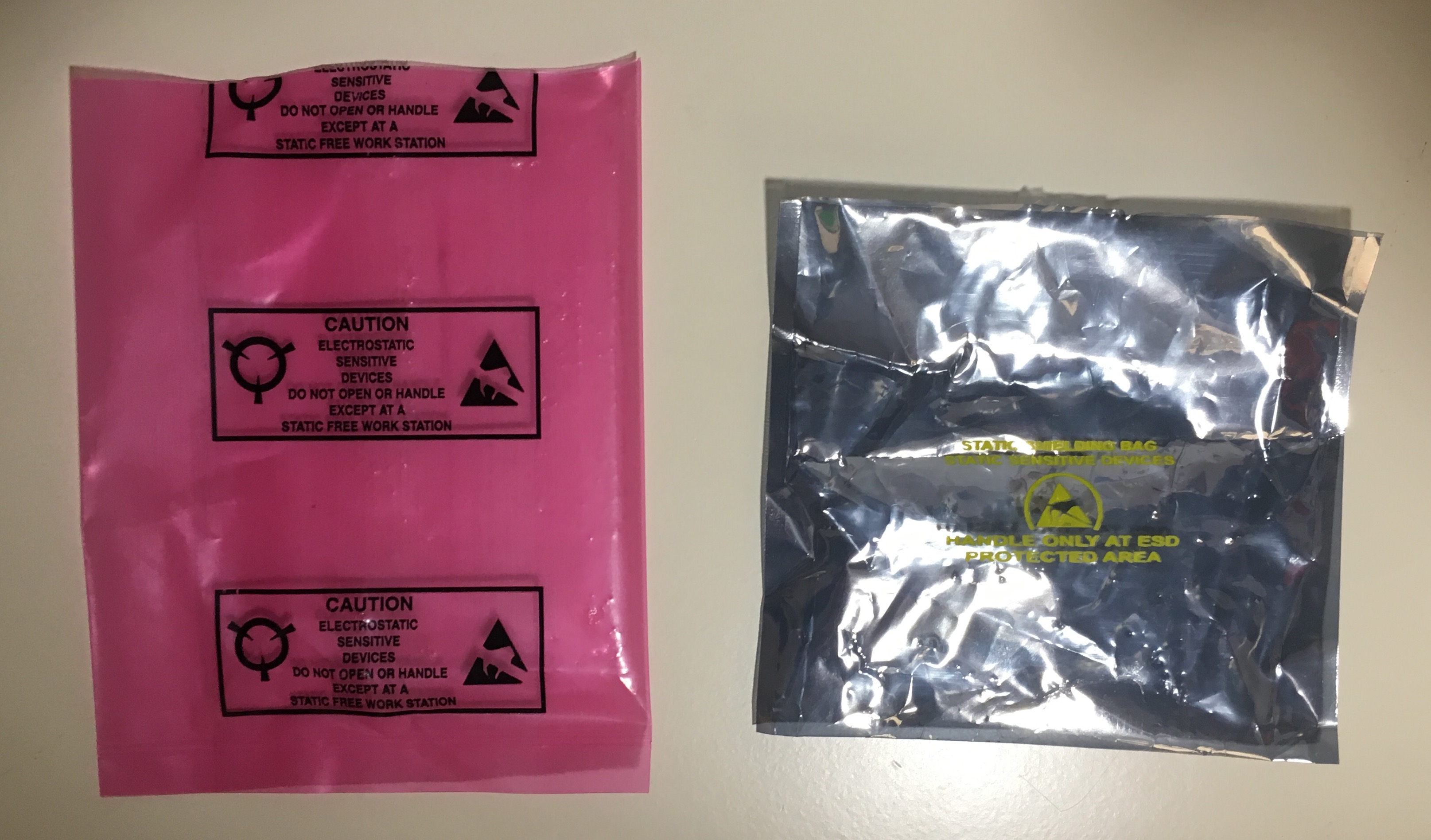
یک پاکت تخلیه کننده استاتیک صورتی و یک پاکت رسانای نقره ای. به دو علامت تکرار شونده ESD توجه کنید

پاکت های آنتی استاتیک تخلیه کننده، همانطور که از نامشان پیداست، از پلی اتیلن استاندارد با پوشش تخلیه کننده الکتریسیته ساکن ساخته شده اند. این پوشش از ایجاد بار ساکن روی سطح پاکت جلوگیری می کند، زیرا بار را به زمین (یا هر سطح دیگری که آن را لمس کند) تخلیه می کند.   این پل به زمین با گنجاندن نوعی تالو آمین روی سطح پاکت ها به دست می آید که رطوبت را جذب می کند و می تواند بار را به سطح دیگری یا به هوا منتقل کند.  از این نظر، این نوع پاکت ها واقعاً "ضد الکتریسیته ساکن" هستند زیرا مانع تشکیل بارهای ساکن می شود.  اگرچه، این نوع پاکت ها در برابر تخلیه الکترواستاتیک مقاوم نیستند. اگر جسم باردار دیگری پاکت را لمس کند (مثل دست شخص)، بار آن به راحتی از طریق پاکت و محتویات آن منتقل می شود.  این پاکت ها به دلیل لایه شیمیایی تخلیه کننده ای که روی آنها وجود دارد، معمولاً صورتی یا قرمز رنگ هستند. پاکت های سیاه نیز وجود دارند که از پلی اتیلن حاوی مقادیر کمی کربن ساخته شده اند که یک سپر جزئی را تشکیل می دهد، البته نه کامل. 
پاکت های آنتی استاتیک رسانا، با یک لایه فلز رسانا، اغلب آلومینیوم،  و یک لایه پلاستیک دی الکتریک  که در یک پوشش تخلیه کننده استاتیک پوشانده شده است، تولید می شوند. این، هم یک سپر و هم یک مانع غیر رسانا را تشکیل می دهد که از طریق اثر قفس فارادی از محتویات پاکت در برابر بار ساکن محافظت می کند. این نوع پاکت‌ها برای قطعات حساس‌تر ترجیح داده می‌شوند، اما در محیط‌هایی که جرقه‌ها خطرناک هستند نیز استفاده می‌شوند، مانند مناطق غنی از اکسیژن در هواپیماها و بیمارستان‌ها.  با این حال، پاکت های فلزی شکننده تر از همتایان غیر فلزی خود هستند، زیرا هر سوراخی یکپارچگی سپر را به خطر می اندازد. علاوه بر این، آنها دارای ماندگاری محدودی هستند، زیرا بستر فلزی آنها می تواند در طول زمان خراب شود.  این کیسه ها به دلیل لایه فلزی اغلب خاکستری یا نقره ای هستند، ولی همچنان تا حدودی شفاف هستند. 
فوم هم در هر دو نوع صورتی (تخلیه کننده) و سیاه (رسانا) موجود است که برای نگهداری جداگانه قطعات پایه‌دار با فرو کردن پایه‌ها به فوم استفاده می شود.